# Fontana del Teatro Apollo
Fontana del Teatro Apollo är en fontän vid Lungotevere Tor di Nona i Rione Ponte i Rom. Fontänen designades av arkitekten Cesare Bazzani och invigdes år 1925 till minne av Teatro Apollo, som revs år 1888.

## Beskrivning
Fontänen består av en monumental stele krönt av maskaroner och teatersymboler. Vattnet rinner ur ett snäckskal ner i en romersk sarkofag, som har en relief föreställande en man med en lyra. Stelens inskription är avfattad av poeten Fausto Salvatori. Texten omnämner Giuseppe Verdis operor Il trovatore och Un ballo in maschera.
Området Tor di Nona är uppkallat efter det medeltida tornet Torre dell'Annona, som i början av 1400-talet blev ett fängelse. År 1667 byggdes fängelset om till en teater, Teatro Tordinona, med drottning Kristina som beskyddare; teatern öppnade fyra år senare. I slutet av 1700-talet förstördes teatern i en eldsvåda, men återuppbyggdes under namnet Teatro Apollo. I slutet av 1800-talet anlades de nya tiberkajerna och ett stort antal byggnader och kyrkor revs för att ge plats åt dessa kajer – lungoteveri. Teatro Apollo nedrevs år 1888.

## Bilder
| - Närbild av en av teatermaskerna. - Sarkofagen som fungerar som brunnskar. - Inskriptionen. |